# Hrabstwo Pembina

Piramida wieku hrabstwa

Hrabstwo Pembina (ang. Pembina County) to hrabstwo w północno-wschodniej części stanu Dakota Północna w Stanach Zjednoczonych. Hrabstwo zajmuje powierzchnię 2 905,29 km². Według szacunków United States Census Bureau w roku 2006 liczyło 7 906 mieszkańców. Siedzibą administracji hrabstwa jest miasto Cavalier.

## Miejscowości
- Bathgate
- Crystal
- Cavalier
- Canton City
- Drayton
- Hamilton
- Pembina
- Mountain
- Neche
- St. Thomas
- Walhalla